# Foreste miste delle Alpi Dinariche
Le foreste miste delle Alpi Dinariche sono un'ecoregione terrestre dell'ecozona paleartica, appartenente al bioma delle foreste di latifoglie e foreste miste temperate, identificata dal WWF con il codice PA0418. L'ecoregione si estende per circa 800 km dal nord della Slovenia al nord-est dell'Albania, sviluppandosi parallelamente alla costa adriatica e costituendo la dorsale dei Balcani occidentali.
L'ecoregione fa parte dell'ecoregione globale denominata Foreste miste montane dell'Europa mediterranea, inclusa nella lista Global 200 del WWF.

## Territorio
Il clima dell'ecoregione è umido o molto umido, con precipitazioni generalmente superiori ai 1.500 mm annui. In alcune zone, come l'area retrostante le bocche di Cattaro, si raggiungono valori tra 2.000 e 3.500 mm, e a Crkvice si supera la soglia dei 4.500 mm annui, rendendolo il luogo più piovoso d'Europa e tra i più piovosi dell'emisfero boreale.
Secondo la classificazione di Köppen, il clima è di tipo temperato umido con estati fresche (Cfs) e clima nevoso montano (Dfs). A causa dell'abbondanza di neve e della frequente attività valanghiva, i biotopi alpini sono presenti su gran parte delle cime più elevate. Ghiacciai residui si trovano nei massicci del Durmitor e del Prokletije, le cime più alte delle Alpi Dinariche.
Il substrato calcareo predominante favorisce fenomeni carsici: tra gli esempi più celebri figurano le grotte di Postumia in Slovenia, tre le più vaste e visitate d'Europa.

## Flora
La vegetazione dell'ecoregione si distribuisce altitudinalmente in due principali fasce:
- foreste di conifere, sopra i 1.200 m di altitudine, dominate da Picea abies (abete rosso), Abies alba (abete bianco) e Pinus nigra (pino nero). In Bosnia-Erzegovina, si conservano nuclei relitti di Picea omorika (peccio di Serbia), una conifera endemica;
- foreste miste di latifoglie, alle altitudini medie e basse, ricche di specie del genere Quercus (quercia, rovere, roverella, farnetto, cerro) e altre latifoglie caducifoglie come Carpinus betulus (carpino bianco), Fraxinus excelsior (frassino), Ulmus spp. (olmo), Tilia spp. (tiglio), Sorbus spp. (sorbo) e Acer spp. (acero). In alcuni canyon resistono popolazioni relitte di Forsythia europaea e Syringa vulgaris (lillà selvatico)[1].

Circa il 10% delle specie vegetali presenti nell'ecoregione è endemico. Alcune di queste specie hanno un areale molto ristretto e sono incluse nella Lista Rossa IUCN delle piante minacciate.

## Fauna

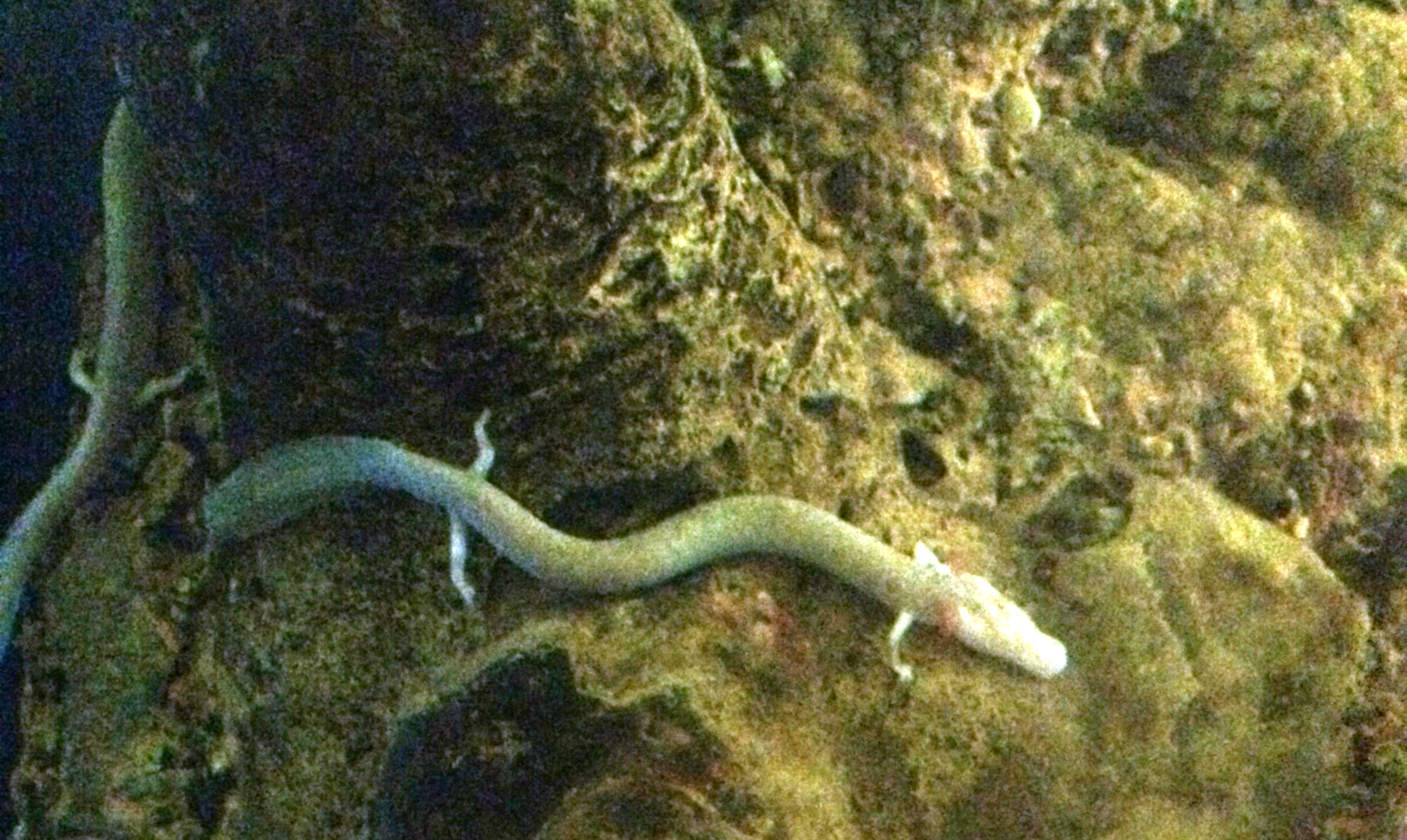
Il raro proteo nelle grotte di Postumia

Una delle specie più singolari è il proteo (Proteus anguinus), l'unico anfibio urodelo troglobio d'Europa, endemico delle grotte carsiche, come quelle di Postumia.
L'ecoregione ospita una ricca avifauna, comprendente il gallo cedrone (Tetrao urogallus), il grifone (Gyps fulvus), il falco pellegrino (Falco peregrinus) e il gheppio comune (Falco tinnunculus).
Tra i grandi carnivori, tutti presenti in popolazioni significative:
- il lupo (Canis lupus) ha una popolazione stabile stimata in circa 4.000 individui[4];
- l'orso bruno (Ursus arctos) è ben rappresentato, con oltre 1.000 esemplari censiti, in gran parte in Croazia[5];
- la lince eurasiatica (Lynx lynx) è presente ma meno abbondante: si stimano circa 40 esemplari in Croazia, alcune decine in Slovenia e una popolazione non quantificata in Bosnia ed Erzegovina)[6]. La IUCN classifica la lince come specie in pericolo nell'ecoregione[7].

## Popolazione
Le zone montane dell'ecoregione sono scarsamente popolate e ospitano vaste aree forestali pressoché intatte. Tuttavia, il lungo periodo di instabilità politica nella regione ha causato distruzioni localizzate, disboscamenti non regolamentati e inquinamento, spesso difficili da monitorare.
Sebbene la situazione non sia ancora del tutto stabilizzata, l'Unione Europea ha avviato programmi di cooperazione transfrontaliera (IPA), sin dal 2007, per promuovere l'integrazione ecologica e socio-economica tra i Paesi dell'area balcanica.

## Conservazione
L'ecoregione è ricca di aree protette, sebbene i loro confini riflettano più spesso la geopolitica che non la realtà ecologica. Per superare tali limiti e promuovere una gestione integrata dell'ambiente, nel 2005 è nata l'iniziativa Arco Dinarico, che mira a coordinare gli sforzi di conservazione a livello regionale.
I principali parchi nazionali dell'ecoregione sono:
- Parco nazionale di Thethi
- Parco nazionale della Valle di Valbona
- Parco nazionale della Una
- Parco nazionale di Sutjeska
- Parco nazionale di Kozara
- Parco nazionale di Risnjak
- Parco nazionale dei Laghi di Plitvice
- Parco nazionale di Paklenica
- Parco nazionale del Velebit settentrionale
- Parco nazionale del Durmitor
- Parco nazionale di Biogradska Gora
- Parco nazionale di Lovćen
- Parco nazionale di Tara

## Galleria d'immagini

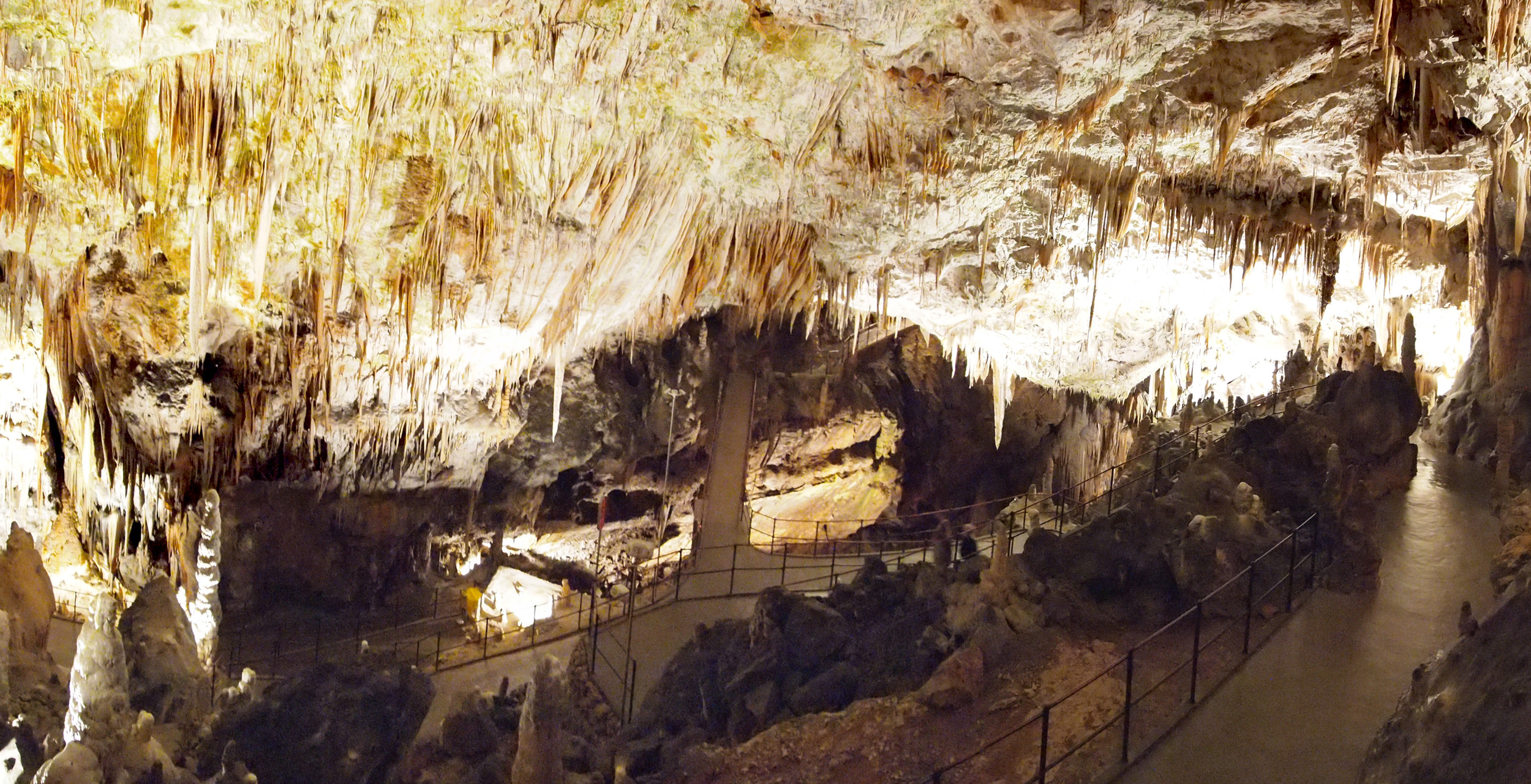
Interno delle grotte di Postumia
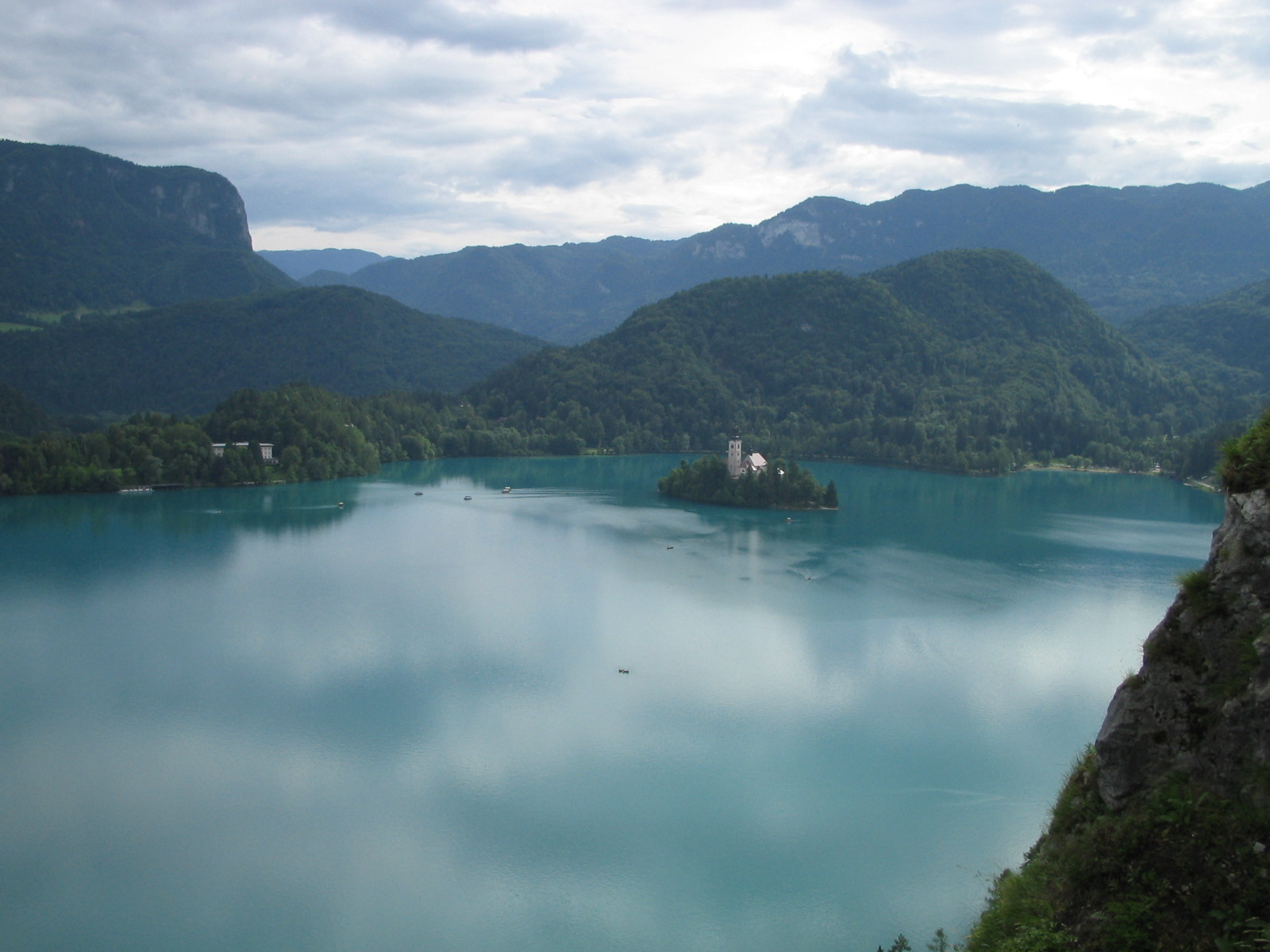
Il lago di Bled, nel nord della Slovenia
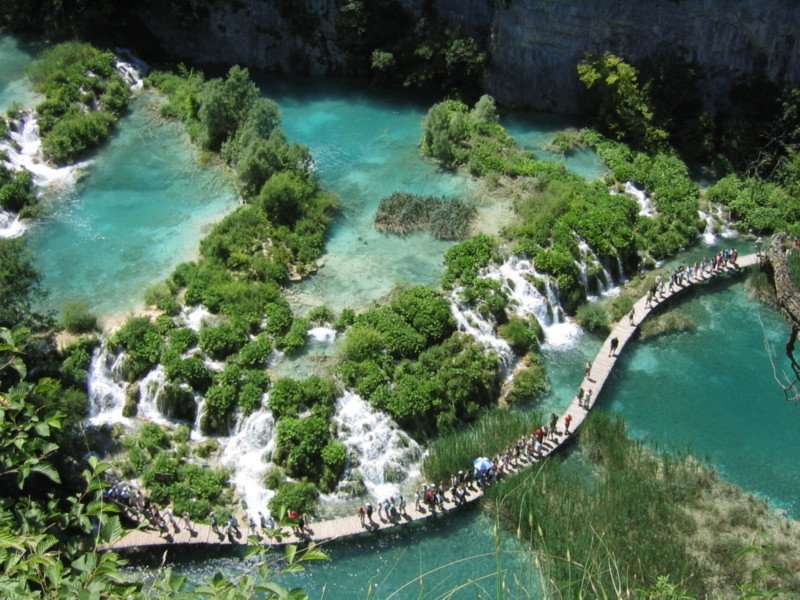
I laghi del parco nazionale dei laghi di Plitvice, in Croazia
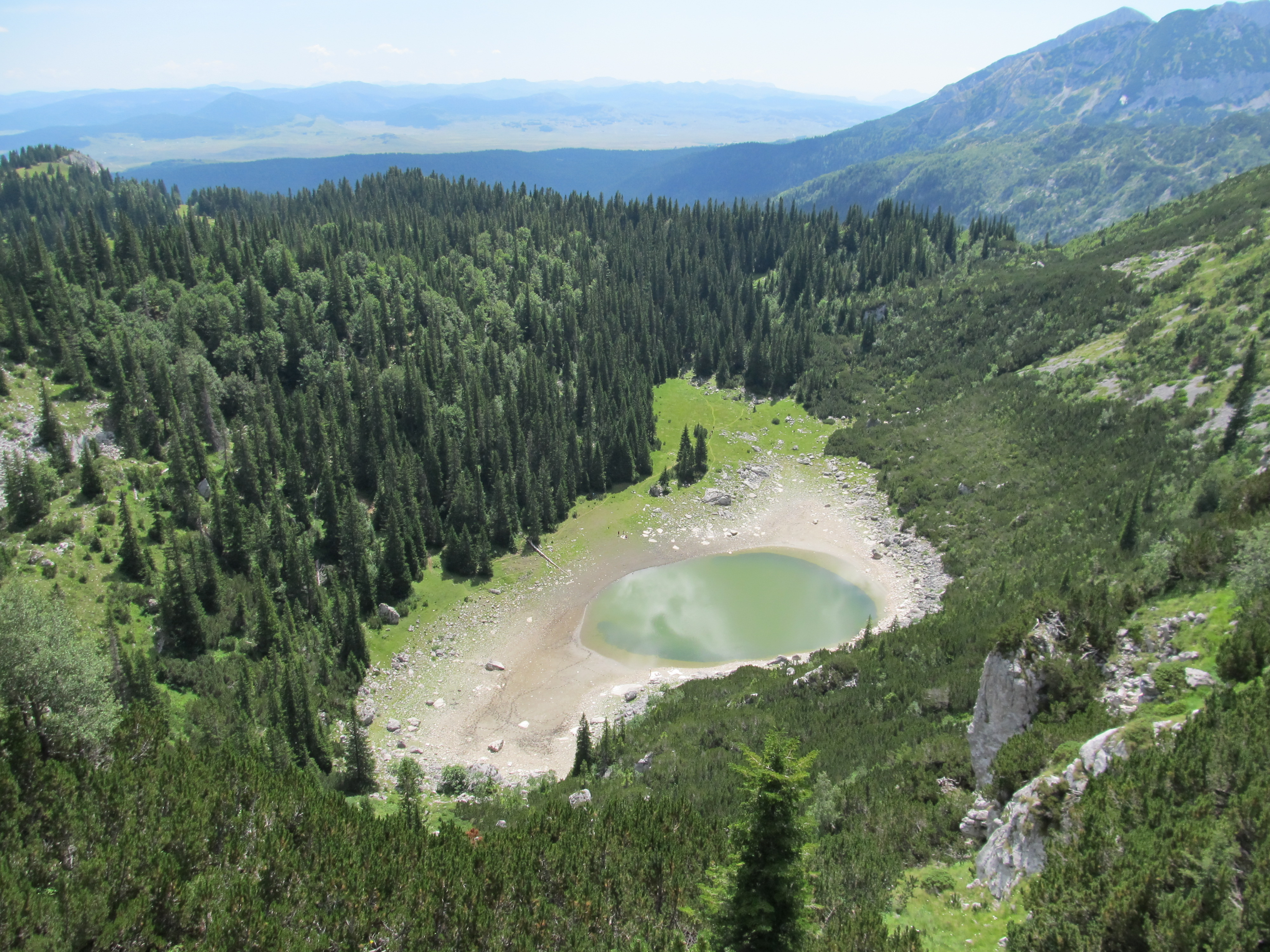
Foreste di conifere intorno al lago Jablan, nel parco nazionale del Durmitor, in Montenegro
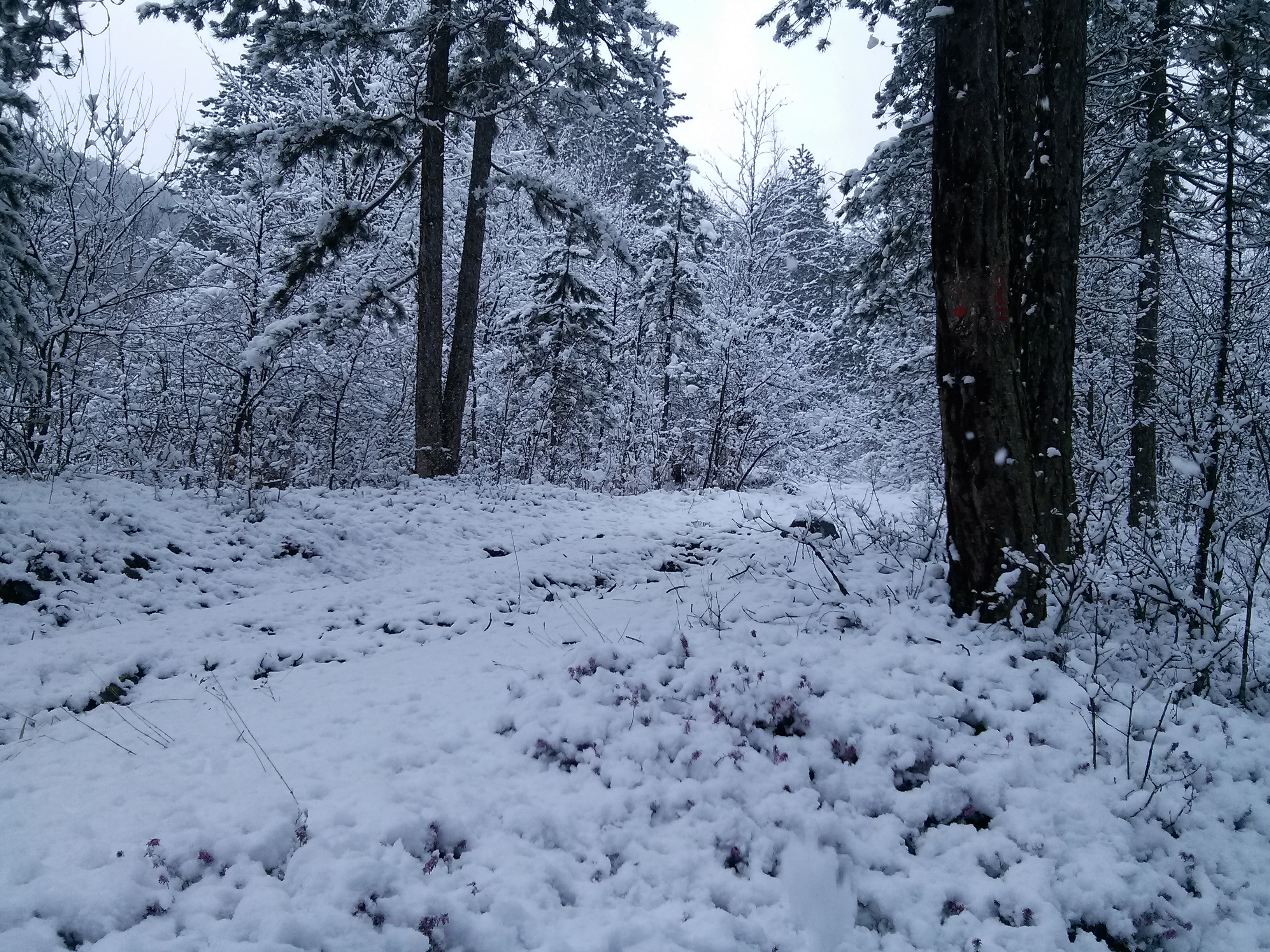
Boschi misti della Bosnia ed Erzegovina